# Шинуй
Шинуй (ивр. שינוי‎ — Изменение) — политическое движение в Израиле, представители которого входили в кнессет с 1977 по 2006 год. «Шинуй» придерживается светской идеологии (на отдельных этапах существования переходившей в открытый антиклерикализм), поддерживает либерализм в экономике и идею достижения мира с арабскими соседями Израиля ценой территориальных уступок.

## История

### Возникновение движения «Шинуй» и блок ДАШ
Движение за перемены («Ха-Тнуа ле-Шинуй», ивр. התנועה לשינוי‎) было сформировано уже через несколько месяцев после войны Судного дня, в 1974 году, став одним из многочисленных движений протеста, возникших в это время. Лидером нового движения стал израильский правовед Амнон Рубинштейн. Основатели «Шинуя», поставившие своей целью прохождение в кнессет и продвижение своих идей через высший законодательный орган страны, сформировали перед выборами 1977 года избирательный блок с Демократическим движением Игаэля Ядина и с группой «Свободный центр» Шмуэля Тамира, получивший название «Демократическое движение за перемены» или, сокращённо, ДАШ (ивр. התנועה הדמוקרטית לשינוי, ד"ש‎). На выборах ДАШ получил 15 мандатов из 120 и впоследствии вошёл в правящую коалицию, ядро которой составляли правые и религиозные партии. Депутаты от «Шинуя» возражали против этого шага, но в ходе голосования руководства блока оказались в меньшинстве. Трения внутри ДАШ, связанные с идеологическими разногласиями между более либеральными членами «Шинуя» и более консервативными и националистически настроенными членами Демократического движения и, в особенности, группы Тамира, к концу каденции привели к распаду блока и возникновению нескольких отдельных фракций. Фракция «Шинуй» покинула правящую коалицию и примкнула к оппозиции.

### 1980-е годы
На выборах 1981 года «Шинуй» получил всего два мандата. На следующих выборах фракция получила три места в кнессете и стала частью правительства национального единства, а её лидер Рубинштейн занял пост министра связи. «Шинуй» вышел из правительства в 1987 году в знак протеста против политики премьер-министра Ицхака Шамира, торпедировавшего Лондонское соглашение между королём Иордании Хусейном и министром иностранных дел Израиля Пересом о проведении международной мирной конференции по Ближнему Востоку.
В 1988 году блок «Шинуя» с ещё двумя небольшими либеральными движениями (в том числе «Независимыми либералами») получил два места в кнессете; оба представителя блока, Рубинштейн и Авраам Пораз, были членами «Шинуя».

### В составе блока «Мерец»
Перед выборами 1992 года «Шинуй» образовал с партиями «Рац» и МАПАМ избирательный блок «Мерец» (ивр. מרצ‎), предвыборная программа которого делала упор на голубиной внешней политике и отношениях между государством и религией в Израиле. На выборах «Мерец» получил 12 мандатов, из которых только два, однако, достались представителям «Шинуя». В левоцентристском правительстве, возглавляемом Ицхаком Рабином, а затем, после его убийства, Шимоном Пересом, Рубинштейн последовательно занимал ряд министерских постов. В эту каденцию ему также удалось провести через кнессет два Основных закона, которые должны стать частью будущей конституции Израиля. На следующих выборах «Мерец» получил девять мандатов, два из которых достались Рубинштейну и Поразу.
В начале 1997 года руководство «Раца» и МАПАМа приняло решение о преобразовании блока «Мерец» в унитарную партию. К партии примкнула часть членов «Шинуя» во главе с Рубинштейном. Остальные члены партии во главе с Поразом приняли решение идти на выборы 1999 года отдельным списком.

### Антиклерикальный «Шинуй»
В 1999 году к «Шиную» присоединился популярный телепублицист Йосеф (Томми) Лапид, известный своими выступлениями против ультраортодоксального лобби в израильской политике. «Шинуй», добавивший к своему названию слова «Светское движение», пошёл на выборы под резкими антиклерикальными лозунгами (в том числе заявлялось о том, что партия не войдёт в состав правительственной коалиции, членами которой будут ультраортодоксальные партии «ШАС» и «Еврейство Торы»), в то же время умерив свою традиционную «голубиную» риторику в области внешней политики (уступка более правым внешнеполитическим взглядам Лапида), и получил шесть мандатов. Партия действительно провела всю каденцию в оппозиции, а на следующих выборах (2003) завоевала 15 мандатов и стала членом правящей коалиции Ариэля Шарона. Лапид стал министром юстиции, партия получила ещё несколько министерских портфелей, в том числе МВД, игравшее ключевую роль в определении отношений между светским и религиозным секторами населения. Партия также добилась включения в коалицинные соглашения закрытия министерства по делам религий.
Несмотря на внушительные достижения на выборах в Кнессет и на получение ключевых министерских постов, выборы в местные органы власти в конце 2003 года принесли первые разачарования — партия показала весьма слабые результаты.
В 2004-м году Шарон, продвигая план одностороннего размеживания, намеревался ввести в правительство партию «Еврейство Торы». «Шинуй», несмотря на обещания, заявил о готовности находиться в общей коалиции «ради мира». И хотя этого не произошло, наметился раскол в рядах партии.
В конце 2004 года «Шинуй» покинул коалицию вследствие конфликта вокруг бюджета на следующий год, в который были заложены субсидии ультраортодоксальным проектам. Место «Шинуя» в правительстве заняла партия Труда, но «Шинуй» продолжал поддерживать план одностороннего размежевания.

### Распад
Уже в середине 2004 года в «Шинуе» наметились центростремительные тенденции. Была обнародована аудиозапись разговора министра от «Шинуя», Йосефа Парицкого, с частным детективом, которому тот поручал найти компромат на Пораза. Партия публично осудила действия Парицкого и потребовала лишения его министерского портфеля. Парицкий, в свою очередь, обвинил руководство партии в заговоре против себя и вышел из «Шинуя», создав отдельную фракцию ЦАЛАШ.
На внутрипартийных выборах в январе 2006 года группа политиков, выступавших против авторитарного управления партией со стороны Лапида и Пораза, сумела провести на второе место в партийном списке малоизвестного кандидата Рона Левинталя, оттеснив Пораза на третью позицию. В результате Пораз и с ним ещё четверо депутатов кнессета заявили о выходе из партии, сформировав независимую фракцию «Светский сионизм» («ХЕЦ», ивр. חילונות ציונית, ח"ץ‎). Вскоре к этой фракции присоединились ещё несколько депутатов от «Шинуя», включая самого Лапида. Другие представители «Шинуя» ушли в другие партии или создали собственные одномандатные фракции. Во фракции «Шинуя» остались только два депутата.
На парламентские выборы 2006 года «ХЕЦ» (во главе с Поразом и при символической поддержке Лапида) и «Шинуй» (во главе с Левинталем) шли отдельными списками со схожей антиклерикальной риторикой. В ходе предвыборной кампании один из рекламных роликов списка Левинталя, сравнивающий ультраортодоксальных евреев с пиявками, был запрещён к показу Центральной избирательной комиссией. Решение избиркома было утверждено Верховным судом, председатель которого Аарон Барак заявил, что ролик сродни антисемитской пропаганде. Ни одно из движений не набрало числа голосов, необходимого для преодоления двухпроцентного электорального барьера. В 2009 году «Шинуй» не принял участия в парламентских выборах. Часть местных отделений партии участвовала в муниципальных выборах отдельными списками. Хайфское отделение партии сумело получить в 2008 году два места в городском совете, тель-авивское (шедшее на выборы как список «Тель-авивцы») не смогло преодолеть электоральный барьер.

## Идеология
В первые годы после основания программа «Шинуя» включала в себя ряд ключевых пунктов. Движение требовало реформ в политической системе, включая систему выборов, придание процессу принятия решений правительством большей открытости, расширение гражданских прав (одновременно с ограничением влияния религиозных лобби) и принятие конституции. Движение также ставило перед собой целью либерализацию экономики. Во внешней политике движение занимало умеренно левые позиции, поддерживая диалог с любой организацией, представляющей палестинскую сторону при условии отказа той от тактики террора, но при этом основные надежды возлагая на решение палестинского вопроса путём создания иорданско-палестинской конфедерации.
С 1986 по 2009 год партия входила в Либеральный Интернационал, а её основатель Амнон Рубинштейн был одним из лидеров этой организации.
Основными положениями программы Шинуя в начале XXI века остаются:
- во внешней политике — поддержка мирного процесса между Израилем и его арабским соседями, включая соглашения в Осло
- во внутренней политике — сохранение демократического характера Государства Израиль, свобода и равенство для всех его граждан, противодействие религиозному принуждению (включая требование обязательно военной службы для ультраортодоксальных юношей наравне с другими секторами населения)
- в экономике — свобода рыночных отношений, основанная на либеральных ценностях[1]